# کوه هاکوداته
کوه هاکوداته (به لاتین: Mount Hakodate) یک کوه در ژاپن است که در هاکوداته واقع شده‌است. کوه هاکوداته ۳۳۴ متر بالاتر از سطح دریا واقع شده‌است.